# UÇK

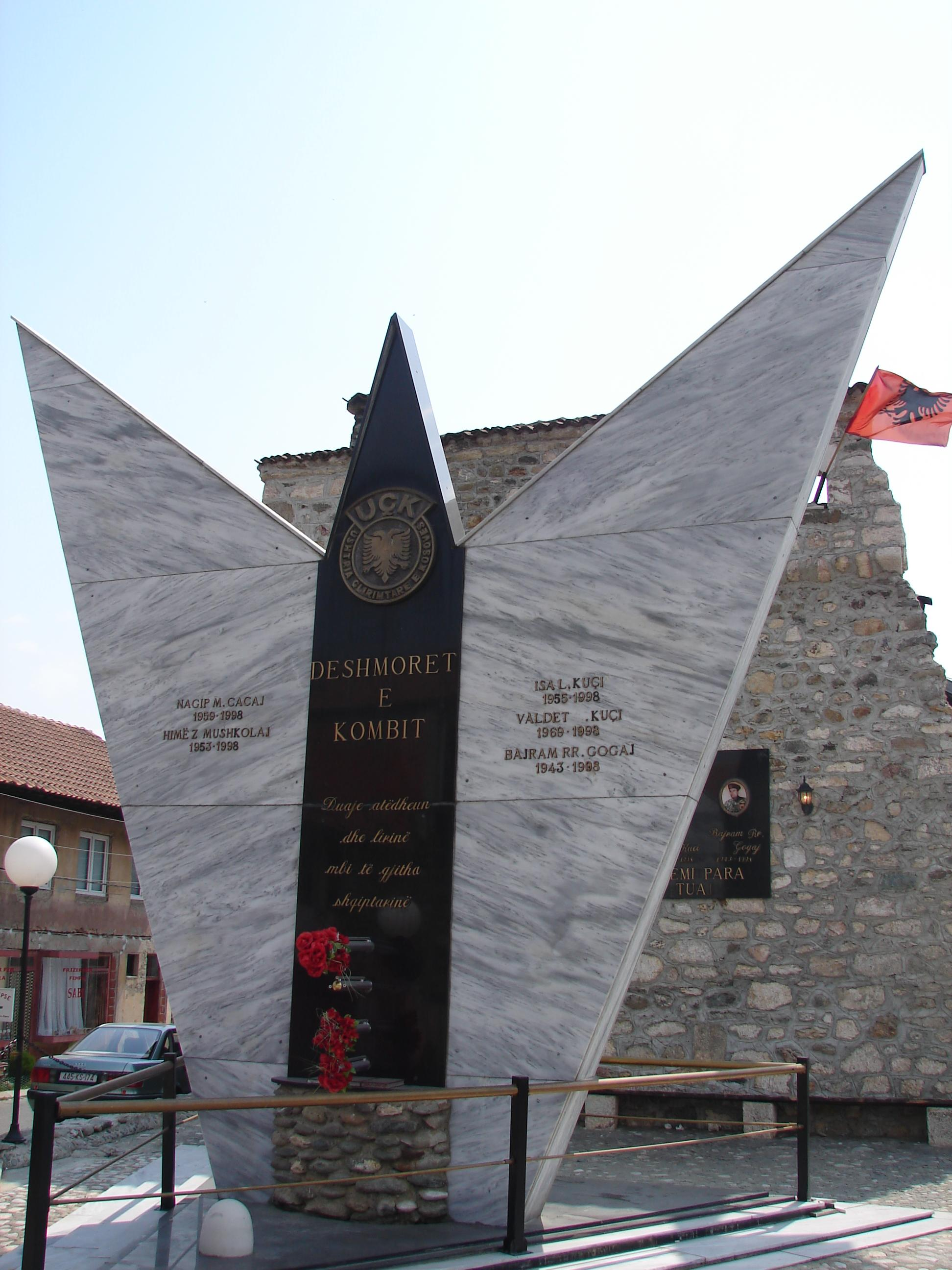
UÇK-Denkmal in Deçan

Die UÇK [ˌuː.ʧeːˈkaː] (Kurzform für albanisch Ushtria Çlirimtare e Kosovës, „Befreiungsarmee des Kosovo“) war eine albanische paramilitärische nationalistische Terrororganisation, die für die Unabhängigkeit des Kosovo kämpfte.
Sie entstand 1994, öffentlich trat sie erstmals 1996 in Erscheinung. Ihr Ziel war die Wiedervereinigung des Kosovo mit Albanien, ihr Mittel war der bewaffnete Kampf. Teile der UÇK strebten auf diese Weise auch den Zusammenschluss aller mehrheitlich von ethnischen Albanern besiedelten Gebiete in Serbien, Mazedonien, Montenegro und Griechenland mit dem Mutterland Albanien an. Mitbegründer und Anführer war bis zu seinem Tod im Jahre 1998 Adem Jashari, danach bis zur Auflösung der UÇK im Jahre 1999 Hashim Thaçi.

## Geschichte

### Entstehung
Im Februar 1992 gründeten Kosovo-Albaner in Deutschland die Partei Lëvizja Popullore e Kosovës (LPK, alb. für etwa Volksbewegung von Kosovo) als Konkurrenzorganisation zur pazifistisch orientierten Partei LDK von Ibrahim Rugova. Die LPK befürwortete von Anfang an den bewaffneten Kampf gegen die serbischen Streitkräfte. Im Mai 1993 wurde in Priština die Lëvizja Kombëtare për Çlirimin e Kosovës (LKÇK, alb. für Nationale Bewegung für die Befreiung des Kosovo) als Abspaltung der LDK gegründet, sie war ebenfalls unter Kosovo-Albanern in Deutschland aktiv. Auch diese neue Partei versuchte, sich eine militärische Abteilung zu schaffen.
Tendenziell wurden die beiden Parteien von jüngeren Albanern und Kosovo-Albanern im westlichen Ausland unterstützt. Rugovas LDK hatte ihren Rückhalt vor allem in der albanischen Führungsschicht des Kosovo. Sie war im von der kommunistischen Partei beherrschten Jugoslawien der sechziger und siebziger Jahre geprägt worden.
Schätzungsweise 5000 ethnische Albaner hatten in den Jugoslawienkriegen auf Seiten Kroatiens oder der Muslimisch-kroatischen Föderation Bosniens gegen die Serben gekämpft. Ein Teil davon schloss sich später der UÇK an.
Die Zusammenhänge zwischen diesen verschiedenen Gruppen bei der Gründung der UÇK sind noch nicht hinlänglich erforscht. Fest steht, dass sich 1994 verschiedene im Untergrund agierende bewaffnete Gruppen zur UÇK zusammenschlossen, so der ehemalige UÇK-Führer Ramush Haradinaj. Im gleichen Jahr begann die UÇK systematisch Waffen zu kaufen und ihre Kämpfer auszubilden.

### Erste Anschläge und öffentliche Auftritte
Von 1996 bis Anfang 1998 hat sich die UÇK zu 21 Mordanschlägen bekannt: fünf (serbische) Polizisten, fünf serbische Zivilisten und elf Albaner, die als Kollaborateure bezeichnet wurden. Nach Angaben des serbischen Innenministeriums war sie in dieser Zeit verantwortlich für den Mord an 10 serbischen Polizisten und 24 Zivilisten.
Zum ersten Mal wurde sie im Mai 1997 in der internationalen Presse erwähnt. Erstmals traten UÇK-Mitglieder öffentlich in Uniform am 28. November 1997 auf beim Begräbnis des Kosovaren Halit Gecaj. Er war bei einem UÇK-Angriff auf eine serbische Polizeistation im Kreuzfeuer ums Leben gekommen. Das Begräbnis fand statt in der Ortschaft Laus/Llaushe in der Großgemeinde Srbica/Skenderaj und wurde von 20.000 Kosovo-Albanern besucht. In dieser Phase ihrer Tätigkeit wurde die UÇK von den Kosovo-Albanern weniger als nationale Armee wahrgenommen, vielmehr als Organisation in der Tradition der baskischen ETA oder der irischen IRA. Dies änderte sich im Verlauf des Frühlings 1998.

### 1998: Offensive und Rückschlag
Die Kämpfe dauerten 1998 etwa von Februar bis Oktober. Die UÇK ging zunächst in die Offensive und kontrollierte bis Anfang Juli etwa ein Drittel des Kosovo; diese Regionen wurden als „befreite Gebiete“ deklariert. Von August an holten die serbischen Kräfte zum Gegenschlag aus und eroberten nach und nach die meisten der von der UÇK gehaltenen Territorien. Die UÇK konnte der Übermacht des Gegners in offener Auseinandersetzung nur wenig entgegensetzen, sie sah sich 13.000 Mann der serbischen (paramilitärischen) Sonderpolizei, 6500 Angehörigen der jugoslawischen Armee und 400 serbischen von Željko Ražnatović angeführten Paramilitärs (sogenannten Tiger serbisch-kyrillisch Tigrovi) gegenüber.
Infolge der Kämpfe kam es zur weitflächigen Zerstörung von kosovo-albanischen Siedlungen, im Sommer 1998 registrierten die UN-Hilfsorganisationen etwa 50.000 bis 60.000 vom Krieg Vertriebene im Kosovo.

### 1999: UÇK und NATO im Kosovo-Krieg

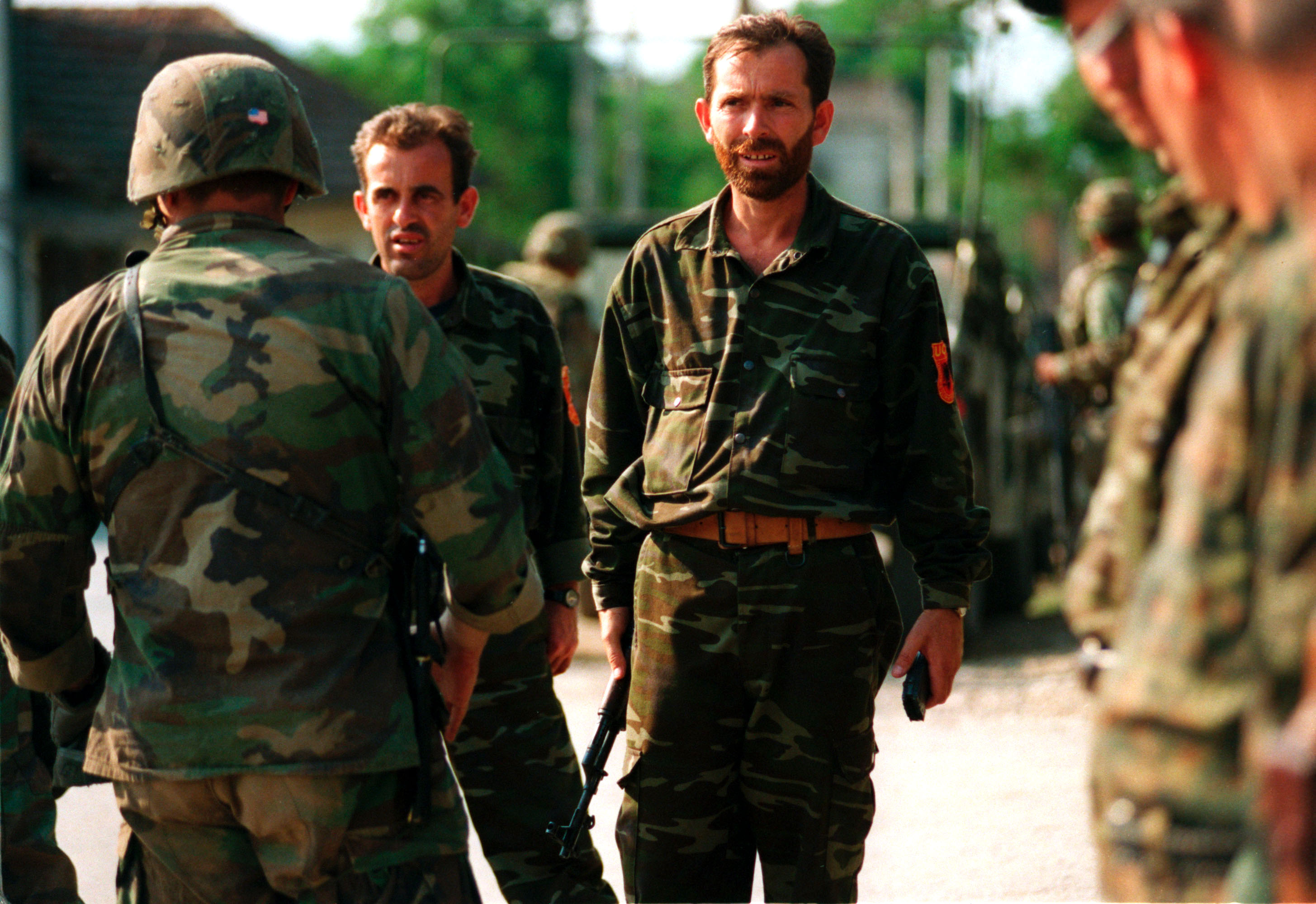
UÇK-Angehörige übergeben Schusswaffen an US-Marines (Juni 1999)

Spätestens mit Beginn des Kosovokrieges am 24. März 1999 wurde die UÇK faktisch zu einem Verbündeten der NATO. Während des Krieges hielt die NATO – was die Ziele ihrer Bombardierung anging – ständigen Kontakt mit der UÇK. Dieser dürfte über die albanische Armee und inoffizielle Kanäle wie die CIA oder die westlichen militärischen Ausbilder vor Ort gelaufen sein. UÇK-Angehörige, die von der britischen SAS ausgebildet worden waren, wurden mit NATO-Kommunikationsmitteln ausgerüstet in den Kosovo geschleust und halfen, die NATO-Bomber ins Ziel zu steuern.
Mit dem Rückzug der serbischen Streitkräfte Anfang Juni 1999 und dem darauf folgenden Einmarsch der NATO in den Kosovo begann das Ende der UÇK: UNO und die NATO-geführte KFOR verlangten Entwaffnung und Auflösung und wollten auch nicht die Bildung einer Armee des Kosovo zulassen. Offiziell wurde die UÇK am 20. September 1999 aufgelöst; faktisch wurde sie in verschiedene Nachfolgeorganisationen transformiert.

## Organisation
Stärke, Bewaffnung und Grad der Organisation waren bei der UÇK in verschiedenen Stadien ihrer Entwicklung und in verschiedenen Regionen höchst unterschiedlich. Am Anfang bestand die Bewaffnung im Wesentlichen aus Kalaschnikows chinesischer, jugoslawischer und sowjetischer Produktion, dazu kamen vermutlich Minen. Die Angaben zur Stärke sind einerseits stark vom Zeitpunkt abhängig. Andererseits spielt auch die Qualität eine Rolle: Berücksichtigt man nur die militärisch gut ausgebildeten Kämpfer, ergibt sich eine deutlich geringere Zahl, als wenn man jeden Kosovo-Albaner dazuzählt, der eine Kalaschnikow trug und sich als UÇK-Kämpfer fühlte.

### Stärke
Belgrader Medien zufolge verfügte die UÇK im Jahr 1997 über ein- bis zweitausend Kämpfer. Wegen der bewaffneten Auseinandersetzungen im Jahr 1998 und des Kosovo-Krieges sowie den damit verbundenen Vertreibungen kamen sehr viele Freiwillige hinzu – durch Rekrutierungen im Ausland, im Kosovo und in Flüchtlingslagern. Nach Schätzungen der KFOR gab es 1998 etwa 15.000 UÇK-Mitglieder, am Ende der Kämpfe dürften es etwa 20.000 gewesen sein. Der Historiker James Pettifer nimmt für den Höhepunkt der Kämpfe im Frühjahr 1999 eine Zahl von 18.000 Mitgliedern an, davon nur ein kleiner Teil kombattant, er nennt zirka 3000 Personen, die gegen serbische Truppen gekämpft hätten.
Bei der Demobilisierung der UÇK Ende 1999/Anfang 2000, die mit der Chance auf eine Aufnahme ehemaliger UÇK-Mitglieder in die neu formierten Sicherheitskräfte verknüpft wurde, meldeten sich 25.000 Kosovo-Albaner als ehemalige UÇK-Mitglieder. Im Jahr 2018 erhielten vermutlich 40.000 „Veteranen“ eine Rente, während weitere 66.000 eine Solche beantragt hatten, was als Auswirkung eines ausufernden Klientelsystems gesehen wurde.

### Bewaffnung
Die UÇK konnte im Kampf mit den Serben im Kosovo nur solche Waffen einsetzen, die von Größe und Gewicht her mit Mauleseln über die albanischen Berge ins Kosovo transportiert werden konnten. Größeres Gerät stand ihr daher so gut wie nicht zur Verfügung.
Zur Bewaffnung der UÇK zählten zu Beginn überwiegend Sturmgewehre vom Typ Kalaschnikow AK-47. Darüber hinaus verfügte sie später über Gewehrgranaten und wenige panzerbrechende Waffen, dazu Panzerabwehrwaffen vom Typ RPG-7 und RPG-8, Mörser und Minen.
Die Waffen kamen zu einem großen Teil aus Albanien, wo seit dem Lotterieaufstand vom März 1997 über eine halbe Million Waffen im Umlauf waren. Eine weitere Quelle waren die Bestände der ehemaligen jugoslawischen Volksarmee (gekauft in Serbien, Bosnien und Herzegowina, Kroatien und Mazedonien). Hinzu kamen Waffen aus der früheren Sowjetunion, aus China, Singapur, Tschechien, Ungarn, Rumänien und aus Bulgarien.
Ein Teil der Bewaffnung kam auch aus NATO-Ländern. So hob laut einer dpa-Meldung vom 12. April 1999 die italienische Polizei ein umfangreiches Waffenlager aus, das – so die Meldung – „für die UÇK bestimmt war. Etwa 30 Tonnen Kriegsgerät, darunter Luft- und Panzerabwehrraketen, Granatwerfer und Maschinengewehre“. Die Waffen seien in aus Deutschland stammenden Lastwagen mit bosnischen Kennzeichnen versteckt und als Caritas-Hilfslieferung für Kriegsflüchtlinge in Albanien deklariert gewesen. Unklar blieb, wo die Lkw die Waffen – unter denen sich über 1000 aus einem NATO-Arsenal in Deutschland entwendete Granaten befanden – geladen hatten.
Eine zentrale Rolle bei den Waffenlieferungen an die UÇK kam der albanischen Regierung zu. Hashim Thaçi erklärte, die NATO habe keine Waffen geliefert, die Bewaffnung aber auch nicht verhindert.

### Ausbildung
Die Ausbildung durch die albanische Armee begann im Jahre 1996.
Von 1998 an trainierten Ausbilder der privaten US-Firma Military Professional Resources Incorporated sowie Mitglieder britischer und deutscher privater Sicherheitsfirmen die UÇK. Zwischen 1998 und Juli 1999 wurden UÇK-Mitglieder in Italien, der Türkei, Deutschland und dem Kosovo unterstützt beziehungsweise ausgebildet. In den Trainingscamps in Albanien waren während des Kosovokrieges inoffiziell deutsche und britische Ausbilder tätig.
CIA-Berater halfen der UÇK spätestens seit 1999 mit militärischen Handbüchern zur Ausbildung und mit Ratschlägen zur Bekämpfung serbischer Polizei- und Armeeeinheiten. Es ist unklar, ab wann genau solche Unterstützung gewährt wurde.

### Gliederung und Kommandostruktur
Von Februar 1999 an gab es einen Generalstab, angeführt von Sulejman Selimi. Er wurde am 1. Mai 1999 durch Agim Çeku ersetzt. Etwa zur gleichen Zeit entstand das politische Direktorat unter Hashim Thaçi, es scheint jedoch auf die militärische Kommandoebene nur einen geringen Einfluss gehabt zu haben. Das Kosovo wurde in sieben Operationsgebiete unterteilt.
De facto agierten die einzelnen – mitunter rivalisierenden – regionalen Gruppierungen im Wesentlichen unabhängig voneinander. Eine durchgängige vertikale Kommandostruktur (von oben nach unten) gab es nicht.
Die UÇK war aufgeteilt in einen harten Kern von mehreren hundert professionellen Kommandos, denen auch Mitglieder der ehemaligen jugoslawischen Sicherheitskräfte (Polizei und Armee) angehörten. Daneben gab es die breite Masse der lokalen Heimwehren.

### Logistik
Wenn überhaupt, dürfte nur die Munitionsversorgung zentral geregelt worden sein. Die Angehörigen der Truppe lebten von gespendeten, beschlagnahmten oder anderweitig organisierten Lebensmitteln. Im Sommer 1998 gab es drei Feldlazarette, allerdings keine organisierte Erste Hilfe für Verwundete.

## Finanzierung
Über die Finanzierung der UÇK gibt es naturgemäß keine nachprüfbaren Angaben; die Zahlen sind oft widersprüchlich. Zusammenfassend kann man sagen, dass der weitaus größte Teil der Gelder für die UÇK von im Westen (Deutschland, Schweiz, Österreich, USA) lebenden Kosovo-Albanern kam und dass darin in deutlichem Umfang auch Gelder aus illegalen Aktivitäten enthalten waren. Bis Anfang 1999 werden die Einnahmen der UÇK aus legalen und illegalen Quellen auf eine Summe zwischen 500 und 900 Millionen D-Mark geschätzt.

### Spenden
Die unter den Serben halb stillschweigend geduldete pazifistisch orientierte Schattenregierung unter Ibrahim Rugova hatte in den neunziger Jahren bei den Auslandskosovaren drei Prozent des Einkommens als Spende eingetrieben. Ende 1997 forderte die UÇK deren Premierminister auf, ihr die gesammelten Gelder zu übergeben. In der Folge kam es zu erbitterten Auseinandersetzungen um diese Gelder.

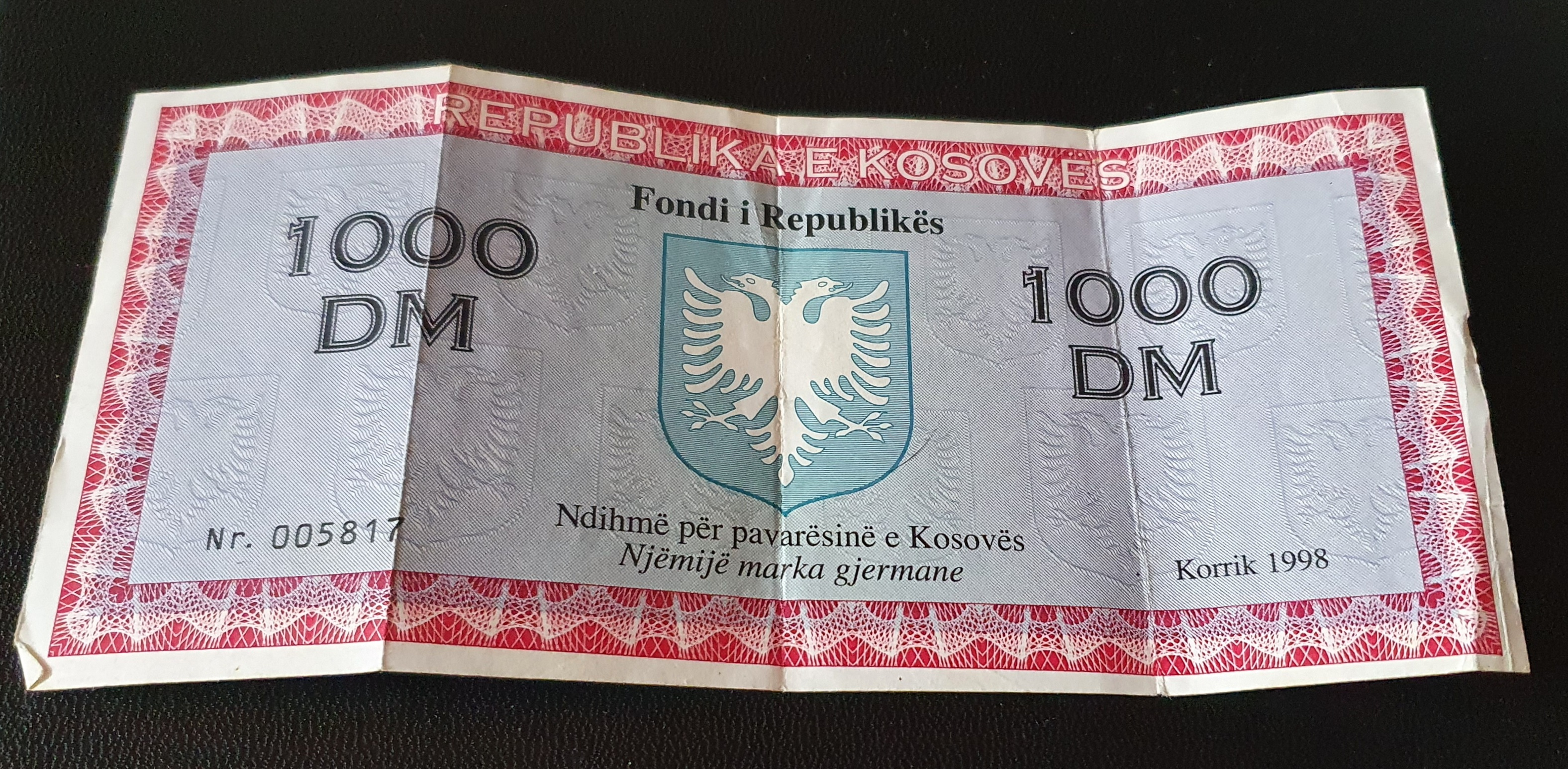
1000 D-mark an die UÇK-Armee

Spätestens ab diesem Zeitpunkt begann die UÇK auch selbstständig Gelder im Ausland – etwa bei der albanischen Gemeinde in New York – zu sammeln. Wie ein UÇK-Offizieller später erklärte, sei es den Kosovaren in der Diaspora überlassen worden, ob sie die Abgabe an Rugova oder an die UÇK spendeten. Nach Angaben von Kosovaren gegenüber kroatischen beziehungsweise amerikanischen Medien sollen es beispielsweise in Kroatien vier Millionen D-Mark, in den USA dagegen zehn Millionen US-Dollar gewesen sein.

### Drogenhandel
Die Berliner Zeitung zitiert am 4. März 1999 Erkenntnisse westlicher Geheimdienste, denen zufolge die Hälfte der UÇK-Gelder aus Drogenhandel stamme.

„Wie die Berliner Zeitung in Brüssel erfuhr, schätzen die Geheimdienste allein die bisherigen Einkünfte der UÇK auf über 900 Millionen Mark. Mindestens die Hälfte davon stamme aus Gewinnen des illegalen Rauschgifthandels; der Rest werde in Fonds gesammelt, die Namen trügen wie „Das Vaterland ruft“ oder „Das Heimatland bittet um Deine Hilfe“. „Dunkles oder gewaschenes Geld macht einen großen Teil der Mittel für die UÇK aus“, hieß es. Der Drogenschmuggel reiche vom Quellenland Afghanistan bis nach Westeuropa. Daß ein großer Teil des Rauschgift-Vertriebs in der Europäischen Union in den Händen von Kosovo-Albanern liegt, ist auch bei der europäischen Polizeibehörde Europol in Den Haag bekannt.“

## Die Transformation der UÇK

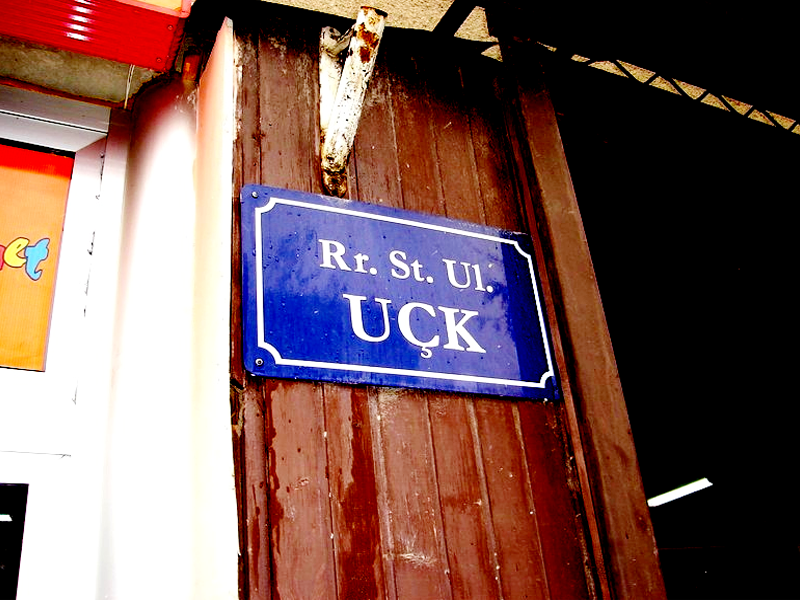
Eine Straße in Pristina, benannt nach der UÇK

Offiziell wurde die UÇK am 20. September 1999 aufgelöst. Gleichzeitig wurde eine Art Nationalgarde mit dem Namen Kosovo-Schutzkorps (albanisch Trupat e Mbrojtjes se Kosovës, TMK) unter der Führung von Agim Çeku gegründet, die von der UÇK-Führung als Kern einer neuen Armee des Kosovo betrachtet wurde.
Agim Çeku, Oberkommandierender der UÇK, umriss im Jahr 1999 die Ziele der UÇK im neuen Kosovo wie folgt: „Ein Teil wird Teil der Polizei werden, ein Teil wird Zivilverwaltung werden, ein Teil die Kosovo-Armee, eine Verteidigungsstreitkraft werden. Und ein anderer Teil wird sich als politische Partei formieren.“
Die Mitglieder der UÇK traten in der Folge in das Kosovo-Schutzkorps ein, gingen zur Polizei, in die Politik, die Wirtschaft, wandten sich dem organisierten Verbrechen zu oder zogen sich ins Privatleben zurück. Die einzelnen Tätigkeitsfelder sind dabei nicht als strikt voneinander getrennt zu begreifen.

### Entwaffnung

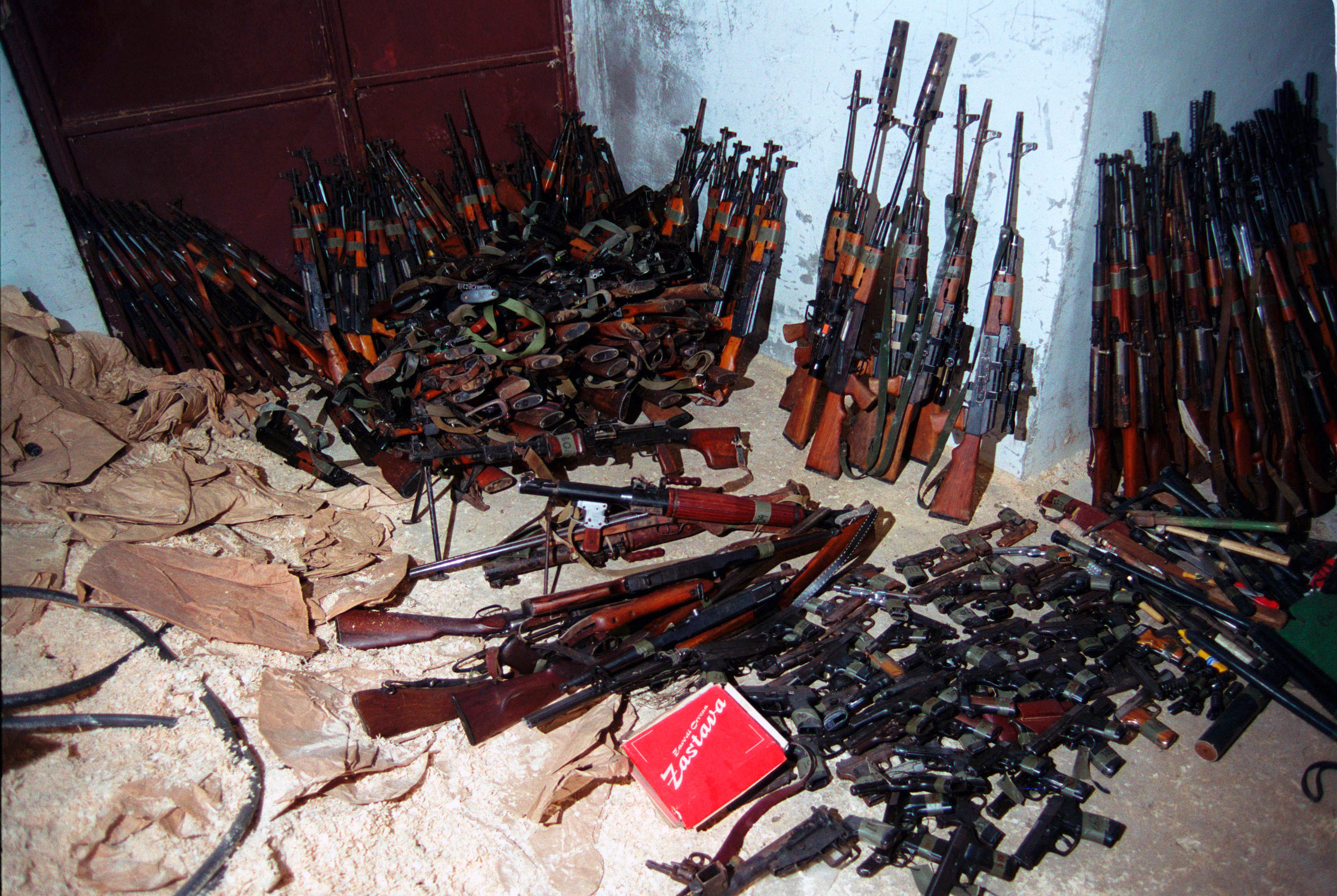
Konfiszierte Waffen der UÇK (Juli 1999)

Gemäß einem Abkommen mit der KFOR mit dem Titel Undertaking of Demilitarization and Transformation by the UCK, das im Juni 1999 unterschrieben wurde, sollte die UÇK ihre Waffen abgeben. Zu diesem Zeitpunkt besaß sie nach Schätzungen von UNO-Experten etwa 32.000 bis 40.000 Waffen verschiedenen Typs. Abgegeben wurden 8.500 Schusswaffen verschiedener Art, dazu 200 Mörser, 300 Panzerabwehrwaffen, sowie weniger als 20 Luftabwehrwaffen. Hinzu kamen 27.000 Granaten und über 1.200 Minen sowie mehr als sechs Millionen Schuss Munition für leichte Schusswaffen. Nach Ablauf von neunzig Tagen beschlagnahmte die KFOR darüber hinaus über tausend Gewehre, rund 400 Pistolen und Revolver sowie einige Maschinengewehre, Panzer-Abwehrwaffen, Granaten, Minen und Munition.
Es blieben somit nach Schätzungen der UNO-Experten etwa 22.000 bis 30.000 Waffen, die nicht abgegeben wurden. Sie dürften sich zum Teil in Waffenlagern in Albanien (in der Region Bucaj und Kruma), zum Teil im Kosovo selbst befinden. Die UNO-Experten nehmen an, dass sich etwa 11.800 bis 15.800 im Besitz illegaler paramilitärischer Gruppen befinden und etwa 8000 bis 18.000 in Privatbesitz.
Insgesamt gesehen war die Entwaffnung nur teilweise erfolgreich. Es verblieb offenkundig ein Teil der gerade angeschafften moderneren Waffen in Waffenlagern, um für den aus UÇK-Sicht schlimmsten Fall (Wiedervereinigung mit Serbien) gerüstet zu sein. Ein anderer Teil wurde schlicht privatisiert.

### Gründung des Kosovo-Schutzkorps
Parallel zur versuchten Entwaffnung wurde das Kosovo-Schutzkorps gegründet, faktisch eine Nachfolgeorganisation der UÇK. Uniformen und Abzeichen ähneln denen der UÇK. Der Kern der Truppe bestand aus 56 ehemaligen UÇK-Offizieren, die – ebenso wie ihre Befehlshaber – direkt von der UÇK in das Schutzkorps übernommen wurden; die Aufteilung in Regionalkommandos entsprach weitgehend der UÇK-Aufteilung. Von rund 18.000 Bewerbern waren 17.348 ehemalige UÇK-Kämpfer. Der ehemalige Oberkommandierende Agim Ceku hat diese Kontinuität 1999 in einem Interview klar betont: „Wir sehen das Schutzkorps als Brücke zwischen der UÇK, einer Organisation in Kriegszeiten, hin zu einer regulären modernen Armee des Kosovo.“
Im Sommer 2006 hatte das Schutzkorps rund 3000 Aktive, davon waren rund 70 Prozent ehemalige UÇK-Mitglieder.
Das Kosovo-Schutzkorps ging 2009 in den Sicherheitskräften des Kosovo auf.

### UÇK-Mitglieder in der Polizei des Kosovo
Anders als das Kosovo-Schutzkorps war die Polizei des Kosovo keine faktische Nachfolgeorganisation der UÇK. Allerdings sollen bei der Neugründung der Polizei interne Quoten zur Aufnahme festgelegt worden sein; demnach standen der UÇK fünfzig Prozent zu, zwanzig Prozent sollten von ehemaligen Mitgliedern des früheren jugoslawischen Polizeikorps gestellt werden – also im Wesentlichen Kosovo-Albaner, die zu jugoslawischen Zeiten Polizisten waren, diesen Posten aber unter dem Milošević-Regime verloren hatten. Die Quote für ehemalige UÇK-Mitglieder sei im Jahr 2001 annähernd erreicht worden, so eine Studie der Friedrich-Naumann-Stiftung. Der Dienst in der Polizei könne bei ehemaligen UÇK-Angehörigen zu Loyalitätsproblemen führen.
Im Sommer 2006 hatte die Polizei rund 7000 Mitglieder, davon waren rund 25 Prozent ehemalige Angehörige der UÇK.

## Nachfolgeorganisationen außerhalb des Kosovo
Nach der Beendigung des Krieges im Kosovo entstanden in Südserbien und Mazedonien Nachfolgeorganisationen der kosovarischen UÇK, die in mehrheitlich albanischen Regionen den bewaffneten Kampf fortsetzten.

### Die Mazedonische UÇK
1999 wurde in Mazedonien die Ushtria Çlirimtare Kombëtare (UÇK) gegründet. Die sich als „Nationale Befreiungsarmee“ der albanischen Mazedonier verstehende Truppe kämpft nach eigenen Angaben gegen die Unterdrückung ihrer Landsleute.
Sie trat erstmals im Januar 2001 mit Überfällen im Norden des Landes in Erscheinung und bekannte sich zu einem Anschlag auf die Polizeistation von Tearce. Ihr erstes „befreites Gebiet“ rief die UÇK im Februar in Tanuševci aus und kontrollierte nach eigenen Angaben zwischenzeitlich weite Gebiete im nordwestlichen Gebirge des Landes. Die Regierung schätzte die UÇK auf etwa 500 Rebellen, die UÇK selbst sprach von bis zu 4.500 Kämpfern und 500.000 Sympathisanten in der Bevölkerung.
Bisher nicht eindeutig geklärt sind die Beziehungen zwischen der mazedonischen UÇK zu der aufgelösten Untergrundarmee im Kosovo. Obwohl viele Kämpfer im Kosovo rekrutiert wurden, stammte die Mehrheit aber offensichtlich aus Mazedonien.
Der politische Führer der mazedonischen UÇK war Ali Ahmeti, der schon in der Kosovo-UÇK gekämpft hatte. Ahmeti stammt aus dem westmazedonischen Albanergebiet bei Kičevo. 1981 von den damaligen jugoslawischen Behörden zu einer Gefängnisstrafe verurteilt, ging er nach seiner Freilassung zunächst in die Schweiz und kehrte später wieder in den Kosovo zurück.
Der militärische Führer der mazedonischen UÇK, Generalstabschef Gëzim Ostreni, war einst jugoslawischer Armeeoffizier und hatte im Kosovo schon der dortigen UÇK und danach dem Kosovo-Schutzkorps angehört.
Im Mai 2015 wurden durch einen UÇK-Überfall auf die mazedonische Stadt Kumanovo acht Polizisten getötet und 37 weitere verletzt. Bei den zweitägigen Gefechten kamen auch 14 Angreifer ums Leben, die nach Angaben des mazedonischen Innenministeriums alle Bürger des Kosovo waren.

### Die UÇPMB in Südserbien
In der an das Kosovo angrenzenden und mehrheitlich albanisch besiedelten südserbischen Region Preševo wurde die Befreiungsarmee Preševo, Medveđa und Bujanovac (Ushtria Çlirimtare e Preshevës, Medvegjës dhe Bujanocit – UÇPMB) aktiv.

## Die UÇK und der Internationale Strafgerichtshof
Im Sommer 2000 kündigte die Schweizerin Carla Del Ponte, Chef-Staatsanwältin des ICTY, an, auch Verbrechen zu untersuchen, die von albanischen Extremisten im Kosovo einschließlich ehemaliger UÇK-Mitglieder begangen worden seien. Laut Anklage wurden bereits 1998 tausende serbische und nicht-albanische Zivilisten gewaltsam aus ihren Dörfern vertrieben. Die Staatsanwaltschaft wirft den UÇK-Einheiten vor, Zivilisten verfolgt, misshandelt, vergewaltigt, gefoltert und ermordet zu haben. Die Anklageschrift gegen den bislang prominentesten Angeklagten, den ehemaligen Premierminister und früheren UÇK-Bezirkskommandeur Ramush Haradinaj, stuft die UÇK als „kriminelle Vereinigung“ (joint criminal enterprise) ein. Unter den Opfern seien auch zahlreiche Albaner gewesen, die ein gutes Verhältnis zu den serbischen Behörden anstrebten beziehungsweise nicht mit der UÇK kooperieren oder für sie kämpfen wollten. Ramush Haradinaj wurde aus Mangel an Beweisen von allen Anklagepunkten freigesprochen, kehrte nach Kosovo zurück und nahm seine politische Tätigkeit wieder auf. Am 21. Juli 2010 wurde sein Fall wieder aufgenommen, ebenso die Fälle von Idriz Balaj und Lahi Brahimaj. Am 29. November 2012 befand der Internationale Strafgerichtshof die drei UÇK-Kommandeure Haradinaj, Balaj und Brahimaj für nicht schuldig.
Des Weiteren gibt es nach Carla del Ponte Indizien, die darauf hinweisen, dass Mitglieder der UÇK 1999 über 300 serbische Zivilisten und Angehörige anderer ethnischer Minderheiten im Kosovo gewaltsam verschleppt und nach Nordalbanien deportiert haben sollen. Dort sollen ihnen ihre Organe, darunter auch Lebenswichtige entnommen worden sein, um sie am illegalen Organmarkt zu verkaufen. Von den mutmaßlichen Opfern sei keines zu ihren Familien zurückgekehrt und sie seien bis heute vermisst. Da aber nur Indizien vorlagen, konnte das Tribunal keinen Prozess mit weiteren Ermittlungen in diese Richtung beginnen.
In einer zweijährigen Untersuchung des Europarats unter Leitung des Schweizer Europaratsabgeordneten Dick Marty werden Hashim Thaçi und weiteren früheren Führern der UÇK Verwicklungen in illegalen Organhandel im Kosovo und in Albanien und Beteiligung an Auftragsmorden und anderen Verbrechen vorgeworfen. Die Untersuchung durch den Europarat wurde ausgelöst durch ähnliche Anschuldigungen der ehemaligen Schweizer Chefanklägerin des Haager UNO-Tribunals Carla Del Ponte im Jahr 2008.
Thaçi soll Kopf einer Gruppe gewesen sein, die die organisierte Kriminalität im Land kontrolliert haben soll. In einer Klinik seien Gefangenen Organe entnommen worden, die anschließend auf dem internationalen Schwarzmarkt an ausländische Kliniken verkauft worden seien. Der Bericht des Europarats, welcher zwei Tage nach der Wiederwahl Thaçis im Dezember 2010 erschienen ist, stützt sich auf nachrichtendienstliche Erkenntnisse und wurde von Thaçi selbst sowie von seiner Regierung zurückgewiesen. Als Reaktion auf den Bericht forderte der Rechtsausschuss der Parlamentarischen Versammlung des Europarates weitere Untersuchungen zu Hinweisen auf Verbindungen zwischen organisierter Kriminalität und politischen Kreisen im Kosovo. Die EU rief Marty dazu auf, Beweise für die in seinem Bericht vorgebrachten Anschuldigungen vorzulegen.
Im Januar 2011 bezog Marty erneut zu seinem Bericht Stellung und entschärfte seine Vorwürfe gegen Thaçi. Er habe nicht davon gesprochen, dass Thaçi selbst in Organhandelsgeschäfte verstrickt sei, sondern nur von Personen, die ihm sehr nahe standen. Daher sei es schwer vorstellbar, dass Thaçi davon nicht gewusst habe. Auch habe er nicht von hunderten Fällen illegaler Organtransplantationen gesprochen, sondern „lediglich von einer Handvoll.“ Des Weiteren gab Marty an, es sei nicht seine Aufgabe, die Anschuldigungen konkret zu beweisen. Hierfür seien Gerichte und Ermittlungsbehörden zuständig.
Die Parlamentarische Versammlung des Europarats nahm Martys Bericht am 25. Januar 2011 an. Die Abgeordneten verlangten in einer Resolution eine seriöse Untersuchung der Vorfälle.
Am 24. Januar 2011 berichtete die britische Zeitung The Guardian unter Berufung auf geheime NATO-Dokumente datiert um das Jahr 2004, dass Thaçi eines der kriminellen Schwergewichte des Landes sei. Sein enger Vertrauter Xhavit Haliti, ehemaliger Logistikchef der UÇK und einer der wichtigsten Vertreter der Regierungspartei PDK, soll Verbindungen zur albanischen Mafia gehabt haben und an Waffen- und Drogenhandel beteiligt gewesen sein. Ein kosovarischer Regierungssprecher wies die Vorwürfe als falsche Behauptungen des serbischen Nachrichtendienstes zurück.

## Kriegsverbrechen
Die NGO Human Rights Watch berichtete im August 1999 über eine Welle von Gewalt bis hin zu Morden gegen Serben, Roma und der Kollaboration verdächtigte Albaner im Kosovo, die in der Vertreibung von mehr als 164.000 Personen gipfelte. Sie stellte fest, dass die diesbezüglich „schlimmsten Gewalttaten von Mitgliedern der UÇK begangen wurden“ und dass es trotz der „Distanzierung der UÇK-Führung von den Angriffen (…) unklar bleibt, ob diese von örtlichen UÇK-Einheiten ohne offiziellen Befehl erfolgten oder eine koordinierte Aktion darstellten.“
Im Mai 2022 wurden Hysni Gucati, ehemaliger Vorsitzender des UÇK-Veteranenverbands, und sein Stellvertreter Nasim Haradinaj wegen der Einschüchterung von Zeugen und der Veröffentlichung vertraulicher Dokumente vom Kosovo Specialist Chambers and Specialist Prosecutor’s Office in Den Haag zu viereinhalb Jahren Haft verurteilt. In einer Berufungsverhandlung im Februar 2023 wurden die Schuldsprüche in den meisten Anklagepunkten bestätigt, die Strafe für beide Angeklagte jedoch auf jeweils vier Jahre und drei Monate Haft reduziert.
Salih Mustafa wurde im Dezember 2022 in Den Haag vom Kosovo Specialist Chambers and Specialist Prosecutor’s Office wegen eines Mordes sowie Freiheitsberaubung und Folter in sechs Fällen, die er 1999 als Kommandeur einer UÇK-Einheit im Dorf Zlaš nahe Pristina begangen hatte, zu 26 Jahren Haft verurteilt.
Im Juli 2024 wurde das UÇK-Mitglied Pjetër Shala unter anderem wegen Mordes und Folter vom Kosovo-Sondertribunal in Den Haag zu 18 Jahren Haft verurteilt. Bei den Opfern soll es sich vorwiegend um Kosovo-Albaner gehandelt haben, die der Kollaboration mit Serben oder der Spionage bezichtigt wurden. Das Gericht sieht es als erwiesen an, dass er gemeinsam mit anderen Kämpfern im Frühling 1999 mindestens 18 Menschen illegal festgehalten und grausam misshandelt hat sowie an der Ermordung einer Person beteiligt war.